# Chapelle de l'Annonciade de Tende
Ne doit pas être confondu avec Chapelle de l'Annonciation de Tende.
La chapelle de l'Annonciade, ancienne chapelle des Pénitents blancs, est une chapelle catholique située à Tende, en France.

## Localisation
La chapelle est située dans le département français des Alpes-Maritimes, à Tende, située 55 rue de France, à l'angle de la porte basse, ou porte de Turin, de la cité médiévale.

## Historique
La chapelle a été construite au XVe siècle par la confrérie des Pénitents blancs.
L'édifice est classé au titre des monuments historiques le 13 juin 2003.

## Présentation
C'est un petit édifice composé d'une pièce unique couverte d'une voûte d'arêtes bombée et recouvert d’un toit de lauzes en appentis. Son décor peint à fresque, exécuté probablement par Giovanni Baleison vers 1480-1485, a été récemment mis au jour. 
Ces peintures murales illustrent des scènes de la vie de la Vierge et du Christ (Visitation, Nativité, Adoration des mages, Fuite en Égypte, Massacre des Innocents...) avec l'Annonciation au-dessus de l'autel, ainsi que des saints protecteurs : Blaise, Catherine d’Alexandrie, Bernard de Menthon.